# 巴什库勒湖
巴什库勒湖，位于中华人民共和国新疆维吾尔自治区尉犁县中部塔里木河右岸的一座湖泊，地处塔克拉玛干沙漠的沙丘中。湖泊呈东北－西南向的狭长状，最长17千米，最宽1.7千米，最窄0.86千米，水面面积4.4平方千米，湖面高程约900米。湖水主要靠塔里木河洪水期河水漫溢注入，因此湖面面积大小随丰枯年份及塔里木河上游来水情况而变化。

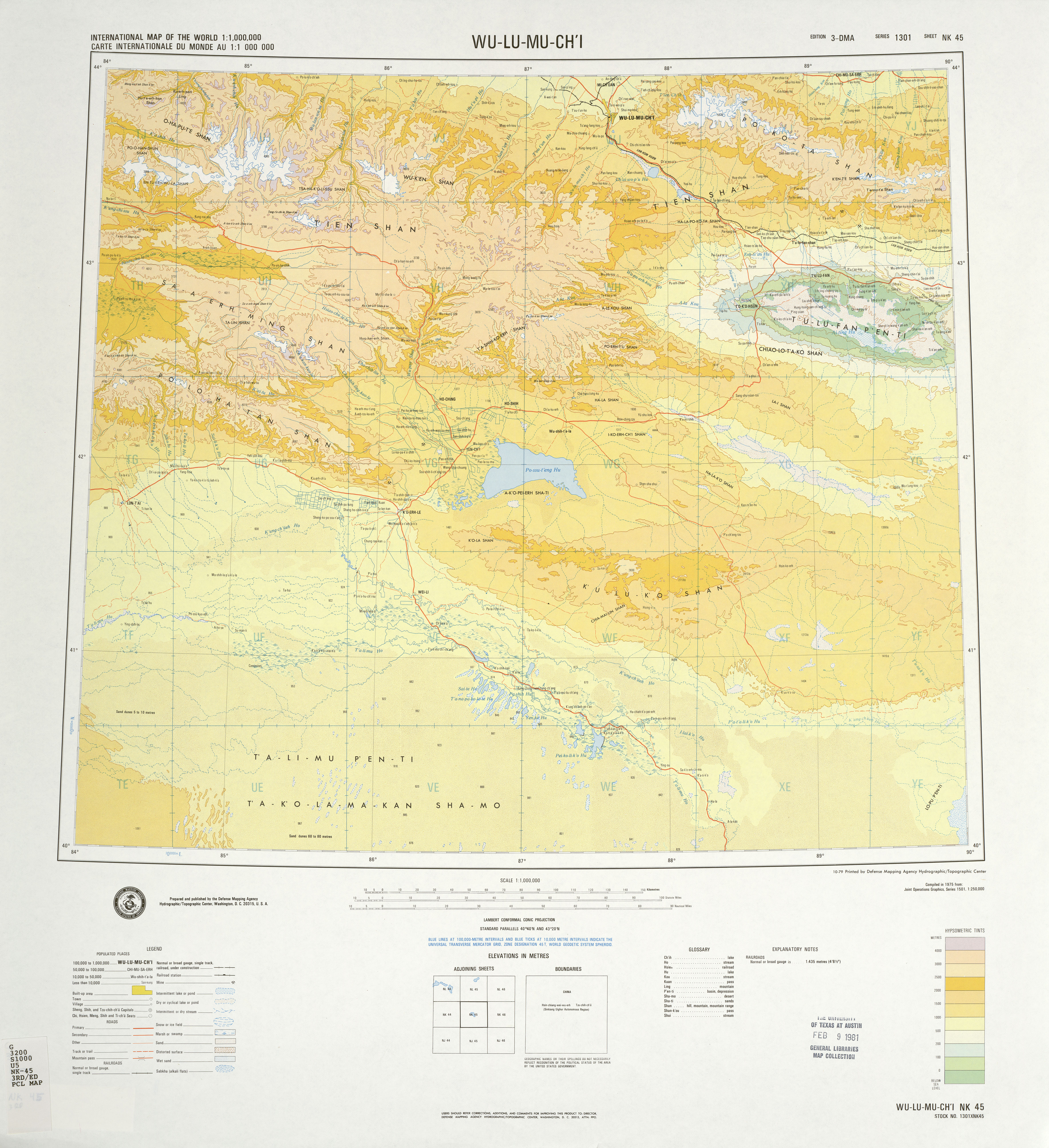
乌鲁木齐及周边地区地形图，巴什库勒湖（Pashis Hu）位于图中下部